# Aus dem Leben eines Taugenichts

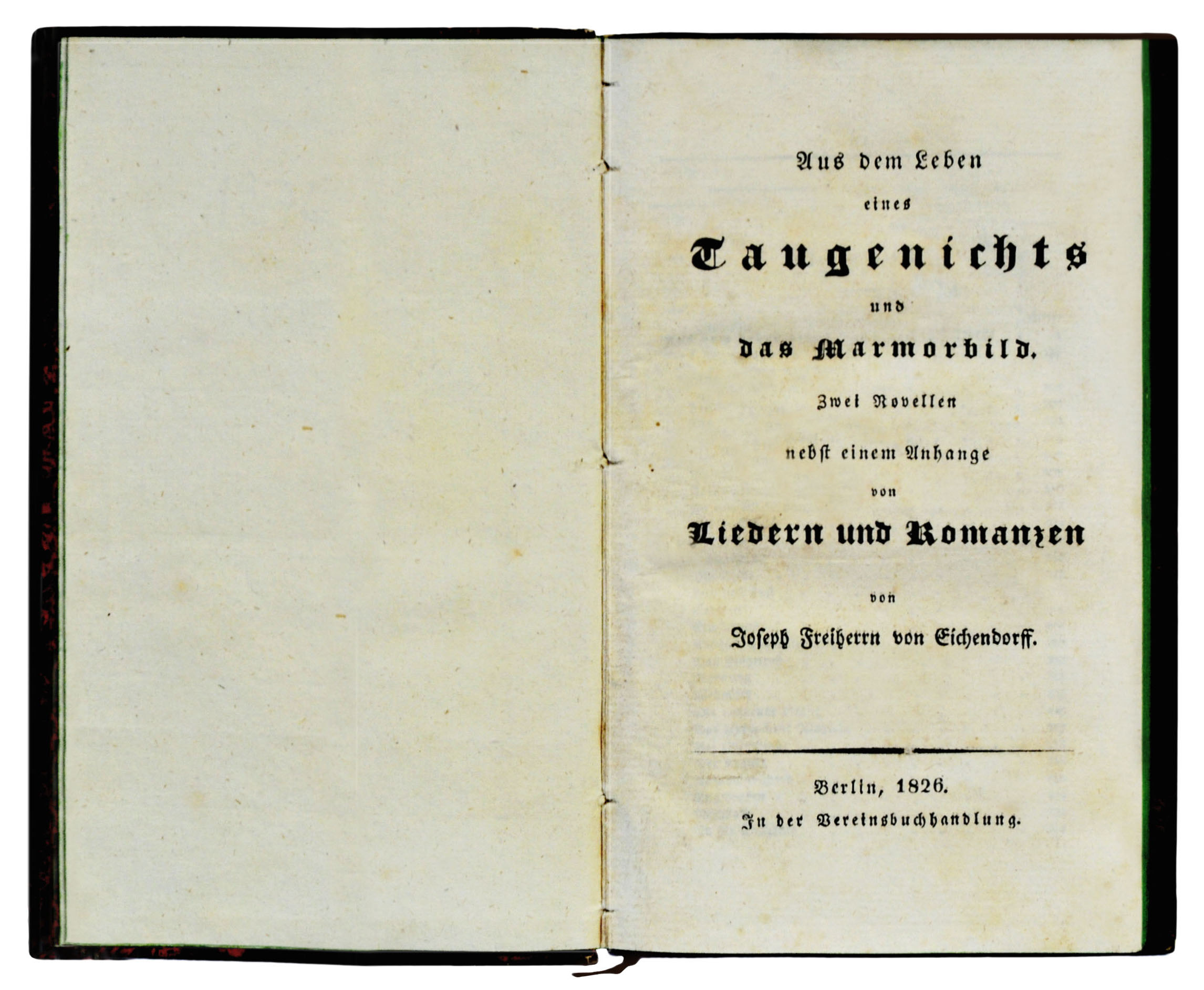
Erstdruck 1826

Aus dem Leben eines Taugenichts ist eine Novelle von Joseph von Eichendorff. Sie wurde 1822/23 fertiggestellt und 1826 erstmals vollständig veröffentlicht, nachdem 1823 bereits einige Auszüge in den Deutschen Blättern erschienen waren. Das Werk gilt als Höhepunkt der deutschen Spätromantik. Eichendorff verwendet hier, wie in vielen seiner Werke, eine offene Form und reichert den epischen Text mit lyrischen Elementen an, indem er zahlreiche Gedichte und Lieder, z. B. Der frohe Wandersmann (Wem Gott will rechte Gunst erweisen) mit in seinen Text aufnimmt.

## Inhaltsangabe
Ein Müller schickt seinen Sohn, den er einen Taugenichts schimpft, weil dieser ihn die ganze Arbeit allein machen lässt, hinaus in die weite Welt. Fröhlich nimmt der Sohn seine Geige und verlässt sein Dorf, ohne ein klares Ziel vor Augen zu haben. Schon bald hält neben ihm eine Kutsche, in der zwei Damen sitzen, die Gefallen an seiner Musik finden. Sie nehmen ihn mit auf ihr Schloss, nahe Wien, wo er sofort als Gärtnerbursche eingestellt wird. Bald verliebt er sich in die jüngere der beiden Damen; zugleich wird er zum Zolleinnehmer befördert. Den Garten des Zollhäuschens befreit er von den Kartoffeln, um dort Blumen anzupflanzen, die er regelmäßig seiner Angebeteten hinterlegt. Er beschließt, das Reisen aufzugeben und Geld zu sparen, um „es mit der Zeit gewiß zu etwas Großem in der Welt zu bringen“, und freundet sich mit dem Portier des Schlosses an. Als er jedoch eines Tages seine „allerschönste Frau“ mit einem Offizier auf einem Balkon sieht und sie für ihn nun unerreichbar scheint, packt er seine Sachen und verlässt das Schloss.
Der Taugenichts wandert nun „gen Italien“ (vgl. Grand Tour) und macht auf dem Weg dorthin Station bei einem Wirtshaus, vor dem Kinder, Jugendliche und Erwachsene in froher Stimmung den Sonntag genießen. Er spielt mit seiner Geige zum Tanz auf, und ein Mädchen, das ihm gewogen ist, fordert ihn auf, in der Gegend zu bleiben: „Die Musikanten sind hier sehr rar – ... Er könnte sich hier ein gutes Stück Geld verdienen – auch mein Vater spielt etwas die Geige ... – und mein Vater ist sehr reich.“ Aber auch eine Tätigkeit als Berufsmusiker in einem bürgerlichen Milieu an der Seite dieser Frau lehnt er ab. Stattdessen verfolgt er weiter sein Ziel, in die Gesellschaft des Adels aufgenommen zu werden. Bei Anbruch der Nacht tauchen plötzlich zwei Reiter auf, die er für Räuber hält. Sie verlangen von ihm, sie zum Dorf B. zu begleiten, und geben sich als die beiden Maler Leonhard und Guido aus. Zu dritt setzen sie ihre Reise nach Italien fort, gönnen sich keine Pause und sind Tag und Nacht unterwegs. Nachdem sie einmal in einem Wirtshaus übernachtet haben und der Taugenichts seine Begleiter am nächsten Morgen wecken will, findet er nur noch ihr leeres Zimmer vor, in dem ein voller Geldbeutel liegt, der für ihn bestimmt ist. Als der Postillon zur Weiterfahrt drängt, springt der Taugenichts kurz entschlossen in die Postkutsche und reist alleine weiter, bis er ein Schloss erreicht, wo er von einer alten Frau und einem hageren Mann empfangen wird. Nach einem reichen Mahl wird er in ein prächtiges Zimmer geführt und kann hier nun ein Leben führen, „wie sich’s ein Mensch nur immer in der Welt wünschen kann“. Eines Tages erhält er einen Brief von seiner Aurelie, der „allerschönsten Frau“, die ihn bittet, wieder zu ihr zurückzukehren, da „alle Hindernisse beseitigt“ seien und sie ohne ihn „kaum mehr leben“ könne. Dieser Brief ist der Schlüssel zur ganzen Novelle. Denn der Brief stammt zwar von Aurelie, ist aber nicht an den Einnehmer gerichtet, er ist auch überhaupt kein Liebesbrief, sondern ein Freundschaftsbrief von Frau zu Frau, was aber erst ganz zum Schluss deutlich wird.
Überglücklich bricht der junge Mann sofort auf. Fluchtartig und ohne den Weg zu kennen, verlässt er das Schloss und gelangt schließlich nach Rom. Als er durch die nächtlichen Straßen der großen Stadt spaziert, meint er plötzlich, die Stimme seiner „schönen Frau“ gehört und ihre weiße Gestalt erkannt zu haben. Da sein Suchen jedoch erfolglos bleibt, schläft er im Freien ein. Am nächsten Morgen spricht ihn ein junger Landsmann an, der sich ihm als Maler vorstellt und ihn mit in sein Haus nimmt, wo sich der Taugenichts einige Gemälde anschaut. Dabei entdeckt er zwei Bilder, die ihm gefallen, und fragt den Maler, ob er es war, der sie gemalt habe. Dieser antwortet, dass es Werke von Leonardo da Vinci und Guido Reni seien. Stolz behauptet der Taugenichts, dass er die beiden kenne und mit ihnen Tag und Nacht gemeinsam gereist sei. Der Jüngling erfährt von dem Maler auch, dass dieser die junge Frau gemalt habe, die eigens nach Rom gekommen sei, um den Taugenichts, Leonhard und Guido aufzusuchen. Voller Begeisterung beginnt der Taugenichts das Haus zu suchen, in dem er die weiß gekleidete Gestalt gesehen hatte, findet es jedoch wieder nicht.
Später nimmt der Maler ihn mit zu einem Garten, in dem plötzlich ein laut streitendes Paar auftaucht. Es ist die Kammerjungfrau des Schlosses, auf dem auch seine „allerschönste Frau“ wohnt. Sie steckt ihm einen Zettel zu, der eine Einladung zu einem Treffen mit der schönen jungen Gräfin enthält. Der Taugenichts sucht alsbald das Haus auf und erblickt dort eine Gestalt im Mantel des Malers, den er vor kurzem kennengelernt hat, und vermutet, dass dieser sich an der schönen Gräfin vergehen will. Laut schreiend stürzt er auf sie zu, stolpert über Blumen, fällt zu Boden und sieht, dass die Gestalt im weißen Gewand nur die Kammerjungfrau ist. Als sich auch das Fräulein selbst, mit der er das Rendezvous haben sollte, zu ihnen gesellt, erblickt der Taugenichts statt seiner ersehnten Liebsten nur eine fremde korpulente Dame.
Traurig macht er sich daraufhin auf die Rückreise nach Deutschland. Unterwegs begegnen ihm drei Prager Studenten, die sich genau wie er auf Wanderschaft befinden und sich mit mehr schlecht als recht gespielter Blasmusik ihr Geld verdienen. Als einer von ihnen erzählt, dass sein Vetter Portier auf einem Schloss unweit von Wien sei und Fagott spiele, erkennt der Taugenichts in den Beschreibungen Schloss und Portier wieder und man beschließt, sofort gemeinsam aufzubrechen und per Postschiff auf der Donau nach Wien zu fahren, zumal es, wie ein mitreisender Geistlicher wissen will, bei Hofe bald eine Hochzeit geben soll, was der Taugenichts auf sich und seine „Allerschönste“ bezieht.
Sobald die Musikanten ihr Ziel erreichen, läuft der Taugenichts in den herrschaftlichen Garten, hört dort die Stimme des Herrn Guido, entdeckt aber stattdessen eine junge Frau mit Gitarre, die seiner geliebten Aurelie, die bei seinem Anblick überrascht aufschreit, eine alte Weise vorsingt. Zu seinem Erstaunen findet der Taugenichts dort auch den Herrn Leonhard. Dieser fasst die Schöne bei der Hand, führt sie zu ihm und klärt endlich die verworrene Geschichte auf: Er selbst sei der Graf des Schlosses, Herr Guido sei in Wahrheit Flora, seine Geliebte. Deren Mutter habe die Liebe zwischen ihnen anfangs nicht gebilligt, weil es noch einen anderen einflussreichen Bewerber um ihre Hand gegeben habe. Deshalb seien sie als Maler verkleidet gemeinsam nach Italien geflüchtet, unterwegs aber verfolgt worden, sodass sie den Taugenichts alleine, gleichsam als verkleidete Flora, weiterreisen ließen.
Auch die Identität der „Allerschönsten“ wird aufgeklärt. Aurelie sei gar keine Adelige, sondern ein Waisenkind, das von seinem Onkel, dem Portier, einst aufs Schloss gebracht und von der Gräfin als Pflegetochter angenommen wurde. So steht einer doppelten Verbindung nichts mehr im Wege: Der Graf heiratet seine Flora und der Taugenichts seine Aurelie. Letztere bekommen als Hochzeitsgeschenk ein kleines weißes Schlösschen samt Garten und Weinbergen geschenkt. Dank einer Kette von geheimnisvollen und ganz unwahrscheinlichen Zufällen ist dem Sohn des Müllers die Flucht aus dem bürgerlichen Arbeitsleben und der Eintritt in die Welt des Adels gelungen. Insofern ist die Novelle ein typisches Beispiel einer weltfremden Romantik.

## Interpretation
Die Personen dieser Novelle lassen sich in zwei Gruppen einteilen: einerseits die Romantiker und (Lebens-)Künstler, die optimistisch und mutig in die Zukunft blicken und das Leben wander- und abenteuerlustig auf sich zukommen lassen. Sie streben nach Individualität und Freiheit und distanzieren sich von den vorgegebenen Verhaltensmustern der arbeitenden bürgerlichen Gesellschaft. Zu ihnen zählen alle musi(kali)schen Figuren: Dies sind neben dem singenden und seine Geige fiedelnden Taugenichts selbst vor allem das schöne Fräulein mit der Gitarre, dann der Hirte mit seiner Schalmei, das als Kunstmaler verkleidete flüchtige Liebespaar und schließlich die musizierenden, das heißt die Oboe, Klarinette bzw. das Waldhorn blasenden Studenten.
Andererseits sind da die Philister, die ein bodenständiges, eintöniges und pedantisches Spießbürgerdasein fristen und den „Faulpelzen“ und „Lümmeln“ missgünstige Moralpredigten halten. Dazu zählen der Gärtner, der Portier, der Bauer und der neue Zolleinnehmer, vor allem aber der Vater des Taugenichts. Wenn der fleißige Müller seinen die Frühlingssonne genießenden, faulenzenden Sohn gleich zu Beginn der Handlung beschimpft und in die Welt hinausschickt, um ihn auf diese Weise selbst für seinen Broterwerb sorgen zu lassen, und dies vom Taugenichts als willkommene Gelegenheit, „sein Glück zu machen“, angesehen wird, so zeigt das bereits die unterschiedlichen Lebensauffassungen der zwei Welten.
Dennoch bemüht sich Eichendorff um die Versöhnung von Poesie und Leben, was ihm umso leichter fällt, als er beide Seiten, sowohl die der Subjektivität als auch die der Realität, entschärft. Letztere erscheint durchgehend schwerelos, teils wohlwollend karikiert, teils idyllisch verklärt zur permanenten Sonntäglichkeit; erstere wird reduziert auf die gesicherte Unbewusstheit eines naiven Märchenhelden, der sich selten entscheiden muss, dem alles Wesentliche ohne sein Zutun begegnet, der vom Leben wie von einer Kutsche immer wieder einfach mitgenommen wird und die wichtigsten Lebensstationen mehr oder weniger verschläft: War Goethes Italienische Reise ein bewusstes Schauen, Wahr-Nehmen und Sich-Bilden, so handelt es sich bei Eichendorff in ironischer Wendung gegen Goethe um ein programmatisches Nicht-Schauen, Nicht-Wahrnehmen: um eine enorme Schlaftrunkenheit, die der sonnenhaften Wachheit des Klassikers spottet. Zur leitmotivisch wiederkehrenden Personifikation jenes Versuchs, Poesie und Alltag zu vereinbaren, wird die schillernde Figur des Portiers, der mit seinen wohlmeinenden Lebensweisheiten am Ende nicht nur Recht behält, sondern das junge Liebespaar sogar mit auf die Hochzeitsreise begleiten soll.
Auf eine Beschreibung des äußeren Erscheinungsbildes des Taugenichts verzichtet Eichendorff. Lediglich dessen meist unpassende Kleidung wird von Zeit zu Zeit erwähnt. Arglos und offen geht er auf andere zu und hinterlässt durch seine frei- und gutmütige Leichtigkeit und Anspruchslosigkeit bei den meisten seiner Mitmenschen einen ebenso harmlosen wie angenehmen Eindruck. Gelernt hat er außer dem Geigenspiel, mit dem er seine Gefühle ausdrücken und andere zu unterhalten versteht, nichts, was zu einem normalen Broterwerb taugen könnte. Wie sehr dies zutrifft, beweist schon die Tatsache, dass er seine Stelle als Zolleinnehmer mehr seinem einnehmenden Wesen als seinen buchhalterischen Fähigkeiten verdankt und dass er die Kartoffeln und anderes Gemüse aus seinem Zöllnergarten hinauswirft und stattdessen Blumen anpflanzt, um diese der Dame seines Herzens zu schenken.
Als typischen Romantiker hält es den Taugenichts nie lange an einem Ort. Daheim wird er vom Fernweh, in der Ferne vom Heimweh weitergetrieben. Er liebt die Natur in allen ihren Erscheinungsformen. Nicht selten spiegelt sie seine seelische Verfassung – und umgekehrt. Besonders das geheimnisvolle Rauschen der Wälder, der Gesang der Vögel und die Stille der Nacht werden leitmotivisch immer wieder erwähnt und begleiten ihn auf seinen einsamen Wanderungen.

## Erzählweise
Das Geschehen wird aus der Ich-Perspektive geschildert. Der autodiegetische Erzähler ist Teil der dargestellten Wirklichkeit und erlebt das Geschehen mit. Auf seine subjektive Darstellung ist der Leser angewiesen, sodass ein Gefühl der Verbundenheit mit dem erzählenden Ich entsteht.
Eichendorff lockert die epische Form der Novelle durch lyrische Elemente auf, indem er einige seiner Gedichte als Lieder in den Text einbaut.
Außerdem trägt die Novelle teilweise Züge eines Märchens, was sowohl durch die einfache und naive Sprache des Taugenichts als auch durch die glücklichen Fügungen, die das Schicksal des Taugenichts bestimmen, und die romantischen Landschaften mit ihren Schlössern, Gärten und Wäldern zum Ausdruck kommt.

## Wandermotiv
Die Wanderlust des Taugenichts ist durch eine äußere und durch eine innere Motivation geprägt. Die äußere Motivation ist sein Vater, der ihn in die weite Welt hinausschickt, damit er etwas Rechtes lerne. Die innere Motivation ist die Sehnsucht des Taugenichts nach der weiten Welt, um dort sein Glück zu versuchen. Der Taugenichts bewegt sich von einem Ort zum anderen. Immer wieder packt ihn die Reiselust und es zieht ihn in die Ferne. Durch dieses ständige Weiterwandern flüchtet er vor der bürgerlichen Realität. Er läuft vor seinen bürgerlichen Pflichten davon. Der Taugenichts kann sich nicht für längere Zeit an einem Ort niederlassen, um dort ein gesichertes bürgerliches Leben zu führen. Sogar am Ende der Novelle ist die Wanderzeit des Taugenichts noch nicht beendet. Obwohl er mit Aurelie, die er auf dem Schloss in Wien kennengelernt hat, ein gesichertes bürgerliches Leben auf dem Schloss führt, will er von diesem bald wieder nach Rom aufbrechen.

## Nachwirkung in Film und Literatur
Aus dem Leben eines Taugenichts wurde 1973 unter der Regie von Celino Bleiweiß mit Dean Reed als Taugenichts von der DEFA recht frei verfilmt. So wurde zum Beispiel die Rom-Episode unterschlagen, „vermutlich, um die Reisesehnsucht der DDR-Bewohner nicht zu stimulieren“. Stattdessen wurde ein Zusammentreffen des Taugenichts mit dem Räuberhauptmann Rinaldo Rinaldini eingefügt.
Eine eng an der Novelle orientierte Verfilmung unter dem Titel Taugenichts hat Bernhard Sinkel mit Jacques Breuer in der Hauptrolle und der Musik von Hans Werner Henze 1978 realisiert. Als Produktion mit dem Fernsehen lief diese Fassung auch mehrfach im ZDF. Der Film wurde 1978 mit dem Bundesfilmpreis (Filmband in Silber) ausgezeichnet.
Das Gedicht Der Taugenichts des schweizerischen Schriftstellers Gottfried Keller ist dem Protagonisten von Eichendorffs Novelle nachempfunden.
Der Schriftsteller und Kulturwissenschaftler Norbert W. Schlinkert setzt sich in seinem 2020 in edition taberna kritika erschienenen erzählenden Essay Tauge/Nichts erzählerisch und wissenschaftlich mit der Frage auseinander, wie in der heutigen Moderne ein realer Taugenichts entsteht und wo seine vielfältigen literarischen Wurzeln zu finden sind.

## Ausgaben
Erstausgabe
Joseph von Eichendorff: Aus dem Leben eines Taugenichts und das Marmorbild. Zwei Novellen nebst einem Anhange von Liedern und Romanzen. Berlin: Vereinsbuchhandlung 1826, 278 S. + 3 nicht paginierte Blätter mit Verlagsanzeigen.
Aktuelle Ausgaben
- Joseph von Eichendorff: Aus dem Leben eines Taugenichts. Hamburger Lesehefte Verlag, Husum 2016, ISBN 978-3-87291-004-2 (= 5. Hamburger Leseheft).
- Joseph von Eichendorff: Aus dem Leben eines Taugenichts. Novelle. Anaconda, Köln 2006, ISBN 978-3-86647-051-4.
- Joseph von Eichendorff: Aus dem Leben eines Taugenichts, herausgegeben von Max Kämper. Reclam, Stuttgart 2015, ISBN 978-3-15-019238-2 (= Reclam XL, Band 19238:  Text und Kontext).
- Joseph von Eichendorff: Aus dem Leben eines Taugenichts. Novelle. Hrsg. von Joseph Kiermeier-Debre.  dtv, München 1997, ISBN 978-3-423-02605-5 (= dtv 2605: Bibliothek der Erstausgaben).
- Joseph von Eichendorff: Aus dem Leben eines Taugenichts. Novelle. Mit einem Kommentar von Peter Höfle. Suhrkamp, Frankfurt am Main 2006, ISBN 978-3-518-18882-8 (= Suhrkamp-BasisBibliothek, Band 82).
- Joseph von Eichendorff: Aus dem Leben eines Taugenichts. Novelle. In modernem Deutsch neu erzählt. Hrsg. von Philip Gass. Tolino Media, München 2023, ISBN 978-3-7579-4200-7.

Illustrierte Ausgaben (Auswahl)
- Joseph von Eichendorff: Aus dem Leben eines Taugenichts, mit Zeichnungen von Adolph Schrödter, Berlin 1842 (Verlag M. Simion).
- Joseph von Eichendorff: Aus dem Leben eines Taugenichts, mit Heliogravüren nach Originalen von Philipp Grot Johann und  Edmund Kanoldt, Dresden 1885 (Amelangs Verlag).
- Joseph von Eichendorff: Aus dem Leben eines Taugenichts, mit Zeichnungen von Hans Looschen, Berlin und Leipzig um 1895, (Verlag Hermann Seemann Nachfolger).
- Joseph von Eichendorff: Aus dem Leben eines Taugenichts, mit Lithographien von Emil Preetorius, Berlin 1914 (Hyperion-Verlag).
- Joseph von Eichendorff: Aus dem Leben eines Taugenichts, mit Kupferstichen von Ferdinand Staeger, München 1919 (Hermann A. Wiechmann Verlag).
- Joseph von Eichendorff: Aus dem Leben eines Taugenichts, mit Radierungen von Paul Scheurich,  Dresden 1933 (Verlag Vereinigung der Bücherfreunde).
- Joseph von Eichendorff: Aus dem Leben eines Taugenichts, mit Zeichnungen von Gunter Böhmer, Tübingen 1943 (Verlag Rainer Wunderlich).
- Joseph von Eichendorff: Aus dem Leben eines Taugenichts, mit Illustrationen von Gerhard Goßmann, Berlin 1964 (Aufbau Verlag).
- Joseph von Eichendorff: Aus dem Leben eines Taugenichts, mit Cartoons von Hans Traxler, Berlin 2017 (Insel Verlag).